# Theater in Bad Freienwalde
Die Theater in Bad Freienwalde waren und sind ein wichtiger Bestandteil des kulturellen Lebens in der Stadt Bad Freienwalde an der Oder in Brandenburg.

## Geschichte
Um 1795 ließ die preußische Königin Friederike Luise im Schlosspark einen hölzernen Pavillon (Teehäuschen) errichten. Dort fanden dann bis zu viermal wöchentlich Theater- und Operettenaufführeungen für die Hofgesellschaft statt.
Seit etwa 1860 gab es außerdem ein Saisontheater für das städtische Publikum in der jetzigen Gesundbrunnenstraße 12, das von etwa 1883 bis etwa 1920 sogar ein eigenes Schauspielensemble hatte.
Dort wurde in den Sommermonaten Schauspiele, Musiktheater, sowie Konzerte angeboten.
Danach wurde das Kurtheater für verschiedenste Veranstaltungen genutzt.
2013 gründete sich das Hof-Theater, das jetzt in einem Festsaal in der Königstraße ganzjährig Vorstellungen anbietet.
Außerdem werden in der Konzerthalle in der ehemaligen Hospitalkirche St. Georg regelmäßig Musikveranstaltungen durchgeführt.